# Резолюція Генеральної Асамблеї ООН ES-11/6
Резолюція Генеральної Асамблеї ООН ES‑11/6 «Принципи Статуту Організації Об'єднаних Націй, що лежать в основі досягнення всеосяжного, справедливого та міцного миру в Україні» — шоста резолюція одинадцятої надзвичайної спеціальної сесії Генеральної Асамблеї Організації Об'єднаних Націй, прийнята 23 лютого 2023 року. Документ вимагає від Росії «негайно, повністю та беззастережно вивести всі свої збройні сили з території України в її міжнародно визнаних кордонах» і закликає до припинення бойових дій, обміну військовополоненими. Як вважають в Україні, резолюція інкорпорувала ключові положення запропонованої восени 2022 року Президентом України В. Зеленським «формули миру» — плану з десяти пунктів, покликаному завершити повномасштабне російське вторгнення в Україні. Однак, вона є ширшою та менш детальною.

## Контекст
У відеозверненні до учасників саміту «Групи двадцяти» 15 листопада 2022 року Президент України Володимир Зеленський презентував «формулу миру» — 10 умов припинення війни в Україні. Вони включають: радіаційну та ядерну безпеку; продовольчу безпеку; енергетичну безпеку; звільнення всіх полонених і депортованих; виконання Статуту ООН і відновлення територіальної цілісності України та світового порядку; виведення російських військ і припинення бойових дій; справедливість (спеціальний трибунал щодо злочину агресії Росії проти України та міжнародний механізм для відшкодування всіх збитків, завданих війною); негайний захист природи; недопущення ескалації; фіксація закінчення війни.
Проєкт резолюції Україна презентувала на засіданні Генасамблеї ООН 22 лютого. Глава МЗС України Дмитро Кулеба заявив, що Росія всіма силами намагається зірвати її ухвалення.
18-те пленарне засідання 11-ї надзвичайної спеціальної сесії Генасамблеї ООН було розпочато 23 лютого 2023 року, напередодні річниці повномасштабного російського вторгнення в Україну.
До проєкту Білоруссю було подано дві поправки, якими пропонувалося прибрати з тексту слова «повномасштабне вторгнення в Україну» та замінити фразу «агресія Російської Федерації проти України» на «воєнні дії в Україні» і внести в резолюцію пункт із закликом до мирних переговорів та про відмову від постачання зброї в зону конфлікту. Голосування щодо правок, які подала Білорусь, провалили: першу підтримало лише 11 членів ООН, другу — 15.
Генеральна Асамблея ухвалила резолюцію, за яку проголосувала 141 країна, 7 проти та 32 утрималися.

## Ключові положення
Генеральна Асамблея підкреслила необхідність якнайшвидшого досягнення всеосяжного, справедливого та міцного миру в Україні відповідно до принципів Статуту Організації Об'єднаних Націй, а також закликала держави-члени та міжнародні організації подвоїти підтримку дипломатичних зусиль у цьому напрямку. Крім того, підтверджуючи свою відданість суверенітету, незалежності, єдності та територіальній цілісності України в межах її міжнародно визнаних кордонів, що поширюються на її територіальні води, Асамблея повторила свою вимогу до Російської Федерації негайно, повністю та безумовно вивести свої військові сили з території України і закликала до припинення бойових дій.
Асамблея також зажадала, щоб сторони збройного конфлікту поводилися з усіма військовополоненими відповідно до певних міжнародних конвенцій, і закликала до повного обміну такими полоненими, звільнення всіх незаконно утримуваних осіб.
У резолюції Асамблея також наголосила на необхідності забезпечення відповідальності за найсерйозніші злочини згідно з міжнародним правом, скоєні на території України, шляхом відповідних, справедливих і незалежних розслідувань і судових переслідувань на національному або міжнародному рівнях. Крім того, закликано всі держави-члени співпрацювати для подолання глобального впливу війни на продовольчу безпеку, енергетику, фінанси, навколишнє середовище та ядерну безпеку.

## Голосування
Проєкт резолюції A/ES-11/L.7, який запропонували 16 лютого 2023 року 57 держав-членів ООН, а до 23 лютого до співавторства долучилися ще 18 держав (напівжирним шрифтом), ухвалили 23 лютого на 19 пленарному засіданні 11-ї надзвичайної спеціальної сесії Генеральної Асамблеї кваліфікованою більшістю присутніх як A/RES/ES-11/6. Проєкти поправок A/ES-11/L.8 та A/ES-11/L.9, які 21 лютого запропонували Білорусь та Нікарагуа, Асамблея відхилила:
| Голос         | Кількість | Держави-члени Організації Об'єднаних Націй |
| ------------- | --------- | --- |
| За            | 141       | Австралія, Австрія, Албанія, Андорра, Антигуа і Барбуда, Аргентина, Афганістан, Багамські Острови, Барбадос, Бахрейн, Беліз, Бельгія, Бенін, Болгарія, Боснія і Герцеговина, Ботсвана, Бразилія, Бруней, Бутан, Вануату, Велика Британія, Гаїті, Гамбія, Гана, Гаяна, Гватемала, Гондурас, Греція, Грузія, Данія, Демократична Республіка Конго, Джибуті, Домініканська Республіка, Еквадор, Естонія, Єгипет, Ємен, Замбія, Ізраїль, Індонезія, Ірак, Ірландія, Ісландія, Іспанія, Італія, Йорданія, Кабо-Верде, Камбоджа, Канада, Катар, Кенія, Кіпр, Кірибаті, Колумбія, Коморські Острови, Коста-Рика, Кот-д'Івуар, Кувейт, Латвія, Лесото, Литва, Ліберія, Лівія, Ліхтенштейн, Люксембург, М'янма, Маврикій, Мавританія, Мадагаскар, Малаві, Малайзія, Мальдіви, Мальта, Марокко, Маршаллові Острови, Мексика, Молдова, Монако, Науру, Непал, Нігер, Нігерія, Нідерланди, Німеччина, Нова Зеландія, Норвегія, Об'єднані Арабські Емірати, Оман, Палау, Панама, Папуа Нова Гвінея, Парагвай, Перу, Південна Корея, Південний Судан, Північна Македонія, Польща, Португалія, Руанда, Румунія, Самоа, Сан-Марино, Сан-Томе і Принсіпі, Саудівська Аравія, Сейшельські Острови, Сент-Вінсент і Гренадини, Сент-Кіттс і Невіс, Сент-Люсія, Сербія, Сінгапур, Словаччина, Словенія, Соломонові Острови, Сомалі, Сполучені Штати Америки, Суринам, Східний Тимор, Сьєрра-Леоне, Таїланд, Тонга, Тринідад і Тобаго, Тувалу, Туніс, Туреччина, Угорщина, Україна, Уругвай, Федеративні Штати Мікронезії, Фіджі, Філіппіни, Фінляндія, Франція, Хорватія, Чад, Чехія, Чилі, Чорногорія, Швейцарія, Швеція, Ямайка, Японія |
| Проти         | 7         | Білорусь, Еритрея, Малі, Нікарагуа, Північна Корея, Росія, Сирія |
| Утрималися    | 32        | Алжир, Ангола, Бангладеш, Болівія, Бурунді, В'єтнам, Вірменія, Габон, Гвінея, Ефіопія, Зімбабве, Індія, Іран, Казахстан, Киргизстан, Китайська Народна Республіка, Куба, Лаос, Мозамбік, Монголія, Намібія, Пакистан, Південно-Африканська Республіка, Республіка Конго, Сальвадор, Судан, Таджикистан, Того, Уганда, Узбекистан, Центральноафриканська Республіка, Шрі-Ланка |
| Не голосували | 13        | Азербайджан, Буркіна-Фасо, Венесуела, Гвінея-Бісау, Гренада, Домініка, Екваторіальна Гвінея, Есватіні, Камерун, Ліван, Сенегал, Танзанія, Туркменістан |
| Всього        | 193       | |

## Значення і реакція
МЗС України: Генасамблея підтвердила свою відданість суверенітету, незалежності, єдності та територіальній цілісності України в межах її міжнародно визнаних кордонів, що поширюються на її територіальні води, та визначила подальші кроки, спрямовані на припинення агресії Росії, відновлення миру та територіальної цілісності України та глобальної світової безпеки. Резолюція поновлює заклик до Росії невідкладно вивести всі війська з території України у межах її міжнародно визнаних кордонів та припинити бойові дії. Резолюція стане важливим кроком на шляху до подальшого втілення Формули миру Президента Володимира Зеленського. Ухвалене рішення продемонструвало безперспективність продовження Росією агресії, яку беззаперечно засуджує міжнародна спільнота.